# Прогресс М-58
Прогресс М-58 — транспортный грузовой космический корабль (ТГК) серии «Прогресс», запущен к Международной космической станции. 23-й российский корабль снабжения МКС. Серийный номер 358.

## Цель полёта
Доставка на борт МКС аппаратуры и оборудования для проведения различных экспериментов, в том числе Бортовой телескоп нейтронов высоких энергий БТН-М1 для проведения эксперимента «БТН-Нейтрон», а также топлива, продуктов, воды и других расходуемых материалов, необходимых для эксплуатации станции в пилотируемом режиме.

## Хроника полёта
- 23.10.2006, в 16:40:36 (MSK), (13:40:36 UTC) — запуск с космодрома Байконур;
- 26.10.2006, в 17:29:16 (MSK), (14:29:16 UTC) - осуществлена стыковка с МКС к стыковочному узлу на агрегатном отсеке служебного модуля «Звезда». Процесс сближения и стыковки проводился в автоматическом режиме;
- 27.03.2007, в 21:10:52 (MSK), (18:10:52 UTC) — ТГК отстыковался от орбитальной станции и отправился в автономный полёт.